# La Bâtie-Montsaléon
 La Bâtie-Montsaléon  es una comuna y población de Francia, en la región de Provenza-Alpes-Costa Azul, departamento de Altos Alpes, en el distrito de Gap y cantón de Serres. Está integrada en la Communauté de communes du Serrois.

## Demografía
| 154 | 134 | 132 | 134 | 137 | 136 |
| Para los censos de 1962 a 1999 la población legal corresponde a la población sin duplicidades (Fuente: INSEE [Consultar]) |     |     |     |     |     |